# Iuri Lomadze
Iuri Lomadze (en georgiano: იური ლომაძე; 5 de diciembre de 1996) es un deportista georgiano que compite en lucha grecorromana.
Ganó dos medallas en el Campeonato Europeo de Lucha, en los años 2020 y 2024. También ganó una medalla de bronce en el Campeonato Europeo de 2018, pero la perdió por dopaje.

## Palmarés internacional
| Campeonato Europeo | Campeonato Europeo | Campeonato Europeo | Campeonato Europeo |
| Año                | Lugar              | Medalla            | Categoría          |
| ------------------ | ------------------ | ------------------ | ------------------ |
| 2018               | Kaspisk (Rusia)    | DSC                | 72 kg              |
| 2020               | Roma (Italia)      | Medalla de plata   | 72 kg              |
| 2024               | Bucarest (Rumania) | Medalla de bronce  | 77 kg              |